# Eiga Smile Pretty Cure! - Ehon no naka wa minna chiguhagu!
Eiga Smile Pretty Cure! - Ehon no naka wa minna chiguhagu! (映画 スマイルプリキュア！ 絵本の中はみんなチグハグ！?, Eiga Sumairu Purikyua! Ehon no naka wa minna chiguhagu!, Eiga Smile Precure! Ehon no naka wa minna chiguhagu!, lett. "Smile Pretty Cure! - Il film: Nel libro illustrato è tutto mescolato!") è un film del 2012 diretto da Narumi Kuroda.
È il tredicesimo film d'animazione tratto dal franchise Pretty Cure di Izumi Tōdō e l'unico relativo alla nona serie Smile Pretty Cure!.

## Trama
Ancora bambina, Miyuki trova un libro nel quale è disegnata una ragazza in grado di rendere tutti felici col suo sorriso e, grazie a quel libro, comincia ad aprirsi agli altri. Poiché al libro mancano delle pagine, promette alla ragazza raffigurata sul testo di continuare lei a scrivere e disegnare la storia. Una volta cresciuta, però, Miyuki dimentica quanto promesso, ma la ragazza disegnata no e comincia a odiarla.
Anni dopo quell'episodio, le Pretty Cure si recano alla fiera mondiale del libro illustrato, dove, in una delle varie attrazioni, soccorrono una misteriosa ragazzina, Nico, attaccata da due mostri. Per ringraziarle, Nico le porta nel Mondo dei Libri, ma tutto ciò è una trappola, perché Nico cerca vendetta contro Miyuki. Con l'aiuto del malvagio Re Demone, mischia alcune fiabe e le Pretty Cure si vedono costrette a combatterle, essendo intrappolate al loro interno; alla fine, Nico viene conquistata dall'animo gentile di Miyuki, dimenticando il suo rancore, ma il Re Demone ha altri piani: infatti, vuole riempire il mondo di disperazione e odio e distruggere il Mondo dei Libri. Per fermarlo, Nico e gli abitanti del Mondo dei Libri donano la loro felicità a Miyuki, che si trasforma in Ultra Cure Happy e purifica il Re Demone, convincendolo che il mondo è un bellissimo posto e che non bisogna distruggerlo. Infine, il libro a cui mancavano delle pagine si ripara, rendendo Nico libera di poter continuare a scrivere la sua storia.

## Personaggi esclusivi del film
Nico (ニコ?, Niko)
È una ragazzina che vive nel Mondo dei Libri e porta sempre il suo libro con sé; è l'eroina del libro che Miyuki leggeva quando era piccola, ed era in grado di risolvere i conflitti e mettere pace ed allegria con il suo sorriso. Porta le Pretty Cure nel Mondo dei Libri come ringraziamento per averla salvata dall'attacco di Kinkaku e Ginkaku, ma in realtà è una trappola: Nico cerca infatti vendetta contro Miyuki, che da piccola le aveva promesso di continuare la sua favola poiché al libro mancavano delle pagine, ma non l'ha fatto. Intrappola così le Pretty Cure nelle loro favole preferite e le mischia tra loro. A poco a poco, però, comincia ad apprezzare il sorriso di Miyuki, che in precedenza odiava. Alla fine il libro si ripara, grazie al legame restaurato tra Nico e Miyuki, e lei come protagonista è libera di continuare la propria storia.
Re Demone (魔王?, Maō)
È il nemico che le Pretty Cure affrontano nel Mondo dei Libri. Ha l'aspetto di un gigantesco drago e vuole riempire il mondo di odio e disperazione. Detesta i sorrisi e sfrutta la depressione provata da Nico perché Miyuki si è dimenticata la promessa per portarla dalla sua parte. Viene purificato, ritornando ad avere l'aspetto di una palla nera, quando Ultra Cure Happy gli fa capire che il mondo è un bellissimo posto e che non bisogna distruggerlo.
Kinkaku (金閣?, Kinkaku) & Ginkaku (銀閣?, Ginkaku)
Sono i due cattivi del racconto cinese Viaggio in Occidente. Hanno un aspetto grasso e Kinkaku è verde, mentre Ginkaku è blu e grigio. Possiedono degli speciali risucchia tutto. Attaccano Nico, ma vengono sconfitti dalle Pretty Cure, che li intrappolano nei loro stessi risucchia tutto.
Gyūmao (牛魔王?, Gyūmaō)
È uno dei cattivi del racconto cinese Viaggio in Occidente. Ha l'aspetto di un toro e porta un mantello rosso. Aiuta le Pretty Cure a salvare Nico e riportare le favole al loro posto.
I due Oni (鬼?, Oni)
Sono i demoni cattivi che appaiono in Issun-bōshi quello blu, e in Momotarō quello verde. Aiutano le Pretty Cure a salvare Nico e riportare le favole al loro posto.
Momotarō (桃太郎?, Momotarō)
È l'eroe del racconto omonimo. Viene soggiogato con un essere, chiamato Ombra, da Nico tramite il Re Demone e si ritrova nella favola Cenerentola, incontrando Miyuki, che interpreta Cenerentola, e Candy.
Cenerentola (シンデレラ?, Shinderera)
È la protagonista della fiaba omonima. Viene soggiogata con un essere, chiamato Ombra, da Nico tramite il Re Demone e si ritrova nella favola Issun-bōshi, incontrando Akane, che interpreta Issun-bōshi.
Issun-bōshi (一寸法師?, Issun-bōshi)
È il protagonista del racconto omonimo. Viene soggiogato con un essere, chiamato Ombra, da Nico tramite il Re Demone e si ritrova nella favola Viaggio in Occidente, incontrando Yayoi, che interpreta Son Goku.
Son Goku (孫悟空?, Son Gokū)
È il protagonista del racconto Viaggio in Occidente. Insieme a Chohakkai e Sagojō forma il Team Saiyūki. Viene soggiogato con un essere, chiamato Ombra, da Nico tramite il Re Demone e si ritrova nella favola Urashima Tarō, incontrando Nao, che interpreta Urashima Tarō.
Chohakkai (猪八戒?, Chohakkai) & Sagojō (沙悟浄?, Sagojō)
Sono i compagni di Son Goku. Chohakkai ha l'aspetto di un maiale vestito di blu con capelli biondi, mentre Sagojō ha l'aspetto di un kappa verde. Insieme a Son Goku formano il Team Saiyūki. Vengono soggiogati con un essere, chiamato Ombra, da Nico tramite il Re Demone e si ritrovano nella favola Urashima Tarō, incontrando Nao, che interpreta Urashima Tarō.
Urashima Tarō (浦島太郎?, Urashima Tarō)
È il protagonista della storia omonima e ha un aspetto molto paffuto. Viene soggiogato con un essere, chiamato Ombra, da Nico tramite il Re Demone e si ritrova nella favola Momotarō, incontrando Reika, che interpreta Momotarō.
Tartaruga (亀?, Kame), Scimmia (サル?, Saru), Cane (犬?, Inu) & Fagiano (キジ?, Kiji)
Sono i compagni di Urashima Tarō. Vengono soggiogati con un essere, chiamato Ombra, da Nico tramite il Re Demone e si ritrovano nella favola Momotarō, incontrando Reika, che interpreta Momotarō.

## Oggetti magici
Miracle Tsubasa Light (ミラクルつばさライト?, Mirakuru Tsubasa Raito)
È una piccola torcia con l'estremità di cristallo a forma di ala che proietta un fascio di luce. Trasforma il coraggio in un nuovo potere per le Pretty Cure, consentendo a Princess Happy di trasformarsi in Ultra Cure Happy.
In Giappone, quando è uscito il film, le Miracle Tsubasa Light sono state realmente distribuite al pubblico nelle sale, difatti nella sequenza introduttiva del lungometraggio si vedono le protagoniste e Candy spiegare come utilizzarla per incitare le Pretty Cure durante la visione.
Ultra Cure Decor (ウルトラキュアデコル?, Urutora Kyua Dekoru)
È uno speciale Cure Decor con delle ali, grazie al quale Princess Happy si trasforma in Ultra Cure Happy.

## Trasformazioni e attacchi
- Trasformazione (Ultra Form (ウルトラ・フォーム?, Urutora Fōmu)): è la frase con cui si presenta Princess Happy dopo essersi trasformata in Ultra Cure Happy grazie alla Miracle Tsubasa Light e l'Ultra Cure Decor.

- Attacco: dopo aver ricevuto energia anche dalle altre guerriere in Princess Form, Ultra Cure Happy avvolge in un abbraccio simbolico il nemico, purificandolo.

## Luoghi
Mondo dei Libri (絵本の世界?, Ehon no Sekai)
È il mondo nel quale vengono risucchiate le Pretty Cure. Entrandovi, si può prendere il posto del protagonista di una favola, vivendo le loro storie. A causa di Nico, tutte le favole vengono mischiate.

## Colonna sonora
| Nº | Titolo CD | Numero tracce | Data uscita     |
| -- | --- | ------------- | --------------- |
| 1  | Kimi to iu mirai (きみという未来?) | 4             | 24 ottobre 2012 |
| 2  | Eiga Smile Precure! - Ehon no naka wa minna chiguhagu! - Original Soundtrack (映画 スマイルプリキュア！ 絵本の中はみんなチグハグ！ オリジナル・サウンドトラック?) | 31            | 24 ottobre 2012 |
| 3  | Precure eiga shudaika Collection 2 (プリキュア映画主題歌コレクション２?)                                                                                          | 20            | 11 marzo 2015   |

### Sigle
Le sigle originali di apertura e di chiusura sono composte da Hideaki Takatori con i testi di Sumiyo Mutsumi. Nonostante la sigla di chiusura sia la stessa della serie principale, i titoli di coda relativi al film scorrono nella canzone Kimi to iu mirai (きみという未来?), di REMI.
Sigla di apertura
- Let's go! Smile Precure! (Ｌｅｔ'ｓ ｇｏ！スマイルプリキュア！?), cantata da Aya Ikeda

Sigla di chiusura
- Mankai*Smile! (満開＊スマイル！?), cantata da Hitomi Yoshida

## Distribuzione
Il film è stato proiettato per la prima volta nelle sale cinematografiche giapponesi il 27 ottobre 2012. Il DVD e il Blu-ray sono usciti il 20 marzo 2013.

## Accoglienza
Nel primo fine settimana di proiezione, il film ha raggiunto la vetta ai box office giapponesi, diventando il primo film del franchise a conseguire questo risultato: in precedenza, solo Yes! Pretty Cure 5 GoGo! - Buon compleanno carissima Nozomi era riuscito ad avvicinarsi alla vetta, classificandosi però al secondo posto. L'incasso totale è di 910 milioni di yen circa.

## Altri adattamenti
Un adattamento in cartaceo del film è stato pubblicato da Kōdansha il 24 ottobre 2012 con ISBN 978-4-06-344553-4. Inoltre è stato tratto un anime comic pubblicato da Ichijinsha il 29 gennaio 2013 con ISBN 978-4758013017.